# Ransart (Belgique)
Pour les articles homonymes, voir Ransart.
Ransart (en wallon El Ronsåt) est une section de la ville belge de Charleroi située en Wallonie dans la province de Hainaut. C'était une commune à part entière avant la fusion des communes de 1977. Ransart était une commune du département de Jemmapes sous le régime français (1795-1815). La localité de Ransart se trouve en bordure de l'aéroport de Charleroi Bruxelles-Sud (BSCA) qui accueille sur son terrain des compagnies à bas coût (low cost).

## Étymologie
Anciennes formes : Rhoardi Sartum (1154), Roharsart (1209). Défrichement de Hrodhard.

## Géographie

### Morphologie urbaine

#### Quartiers
- Les Raspes.
- Masse-Diarbois.
- Tailleny.
- Le Soquoy.
- Ransart-Bois ou simplement Bois.
- Les Hamendes à cheval sur Ransart et Jumet.
- Le Philosophe.
- Leausurelle.
- Le Vigneron.
- La Flanière.
- Pré des Béguines.
- Cayaudrie.
- Le Fricot.
- Fontaine des Malades.
- Bois Noël.
- Puits no 4.
- La Bassée.
- Jean Froie.
- Le Fonteny.
- Trichot.

#### Cités
- Cité Tollaire.
- Cité Lefèvre.

## Démographie
| 1801  | 1846  | 1900  | 1947   | 1977   | 2001  |
| ----- | ----- | ----- | ------ | ------ | ----- |
| 1 116 | 2 559 | 8 314 | 10 066 | 10 206 | 8 449 |

## Liste des bourgmestres de 1830 à 1977
- Lambert Joseph Piérard, de 1848 à 18??.
- L. Lonfils, de 19??-19??.
- Georges Lemoine, de 1921-1937, (POB).
- Auguste Paternoster, de 1937 à 1940, (POB).
- Oswald Laurent, de 1947 à 1952, (PSB).
- Marcel Frère, de 1952 à 1962, (PSB).
- Gérard Verschelden, de 1962 à 1964, (PSB).
- Ernest Demannet, de 1964 à 1977, (PSB).

## Patrimoine et bâtiments

### Patrimoine architectural
- Coron de l'ancien charbonnage d'Appaumée, ensemble de 18 maisons de mineurs datant de la fin du XIXe siècle ou du début du XXe siècle, classé depuis 1994.
- L'ancienne maison du directeur date de la fin du XIXe siècle[8]. Elle se situe rue d'Appaumée.
- Église Saint-Pierre, bâtiment érigé en 1888 par Émile Tirou dans un style néo-gothique[9]. Situé dans le quartier de Ransart-Bois.
- Ancien hôtel de ville, construit en 1885 par Émile Tirou, dans un style éclectique avec une influence néo-baroque[10]. Aujourd'hui en ruine à cause de l'explosion et de l'incendie survenu en juin 2019[11].
- Chapelle du calvaire, construite en 1862 en style néo-gothique[12], elle se situe sur la place Louis Delhaize.
- Chapelle Sainte-Thérèse, rue Paul Pastur construite en 1930 dans un style art-déco[13].

#### Autres bâtiments
- Le château d'eau, construit en 1952[13].
- Maison communal, rue d'Appaumée construite en 1980 par Jacques Depelsenaire.
- Serres de la ville de Charleroi.

#### Bâtiments démolis
- Église Saint-Martin, Construite au XVIIe siècle et rénovée en 1760, elle fut agrandie en 1834 par l'architecte Kuypers, puis de nouveau en 1904 par Hector Leborgne qui l'étendit vers l'est[8]. Cette église était située dans le hameau de Fonteny puis démolie avec d'autres maisons pour faire place à l'agrandissement de l'aéroport vers 2002.
- Presbytère, datait de 1761[9], et démoli avec le hameau et l'église pour cause de l'agrandissement de l'aéroport.

### Culture
Bibliothèque du réseau publique de Charleroi, rue des Carabiniers.

## Enseignement

### Réseau communal
École du Tailleny, école communale du Bois

### Autres écoles
Ecole Sainte-Marie (maternelle et primaire).

## Lieux publics

### Parc
Parc Appaumée de Ransart, rue Appaumée.

### Cimetières
Cimetière de Ransart-Bois, rue Georges Lemoine, cimetière de Ransart-Centre, rue de Fonteny.

## Économie

### Santé

#### Maison de repos
L'Arche de vie, maison de repos et de soins, rue Charbonnel, Résidence La Pierre de Lune, maison de repos, rue Paul Pastur.

## Galerie

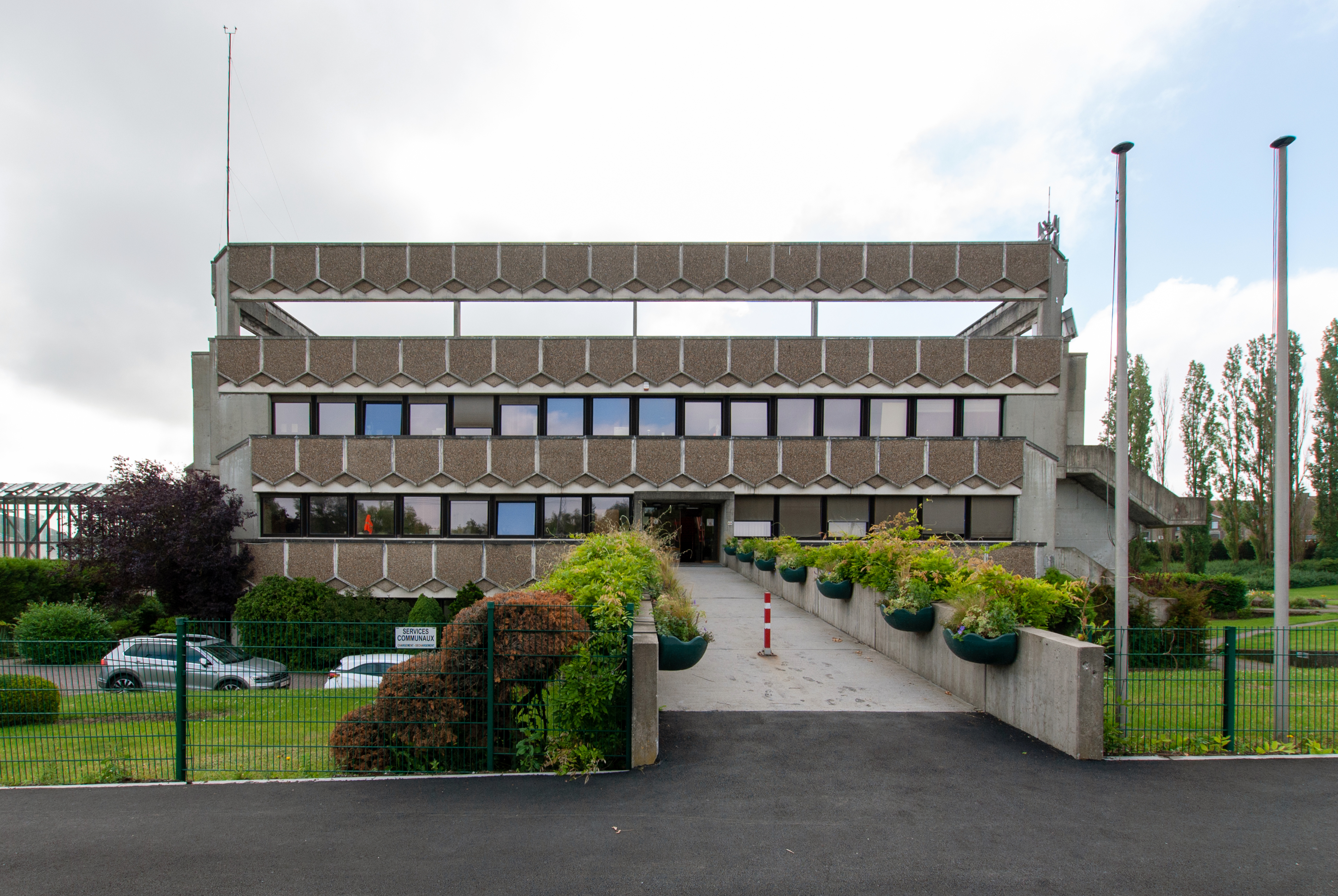
Maison communale construite en 1980.
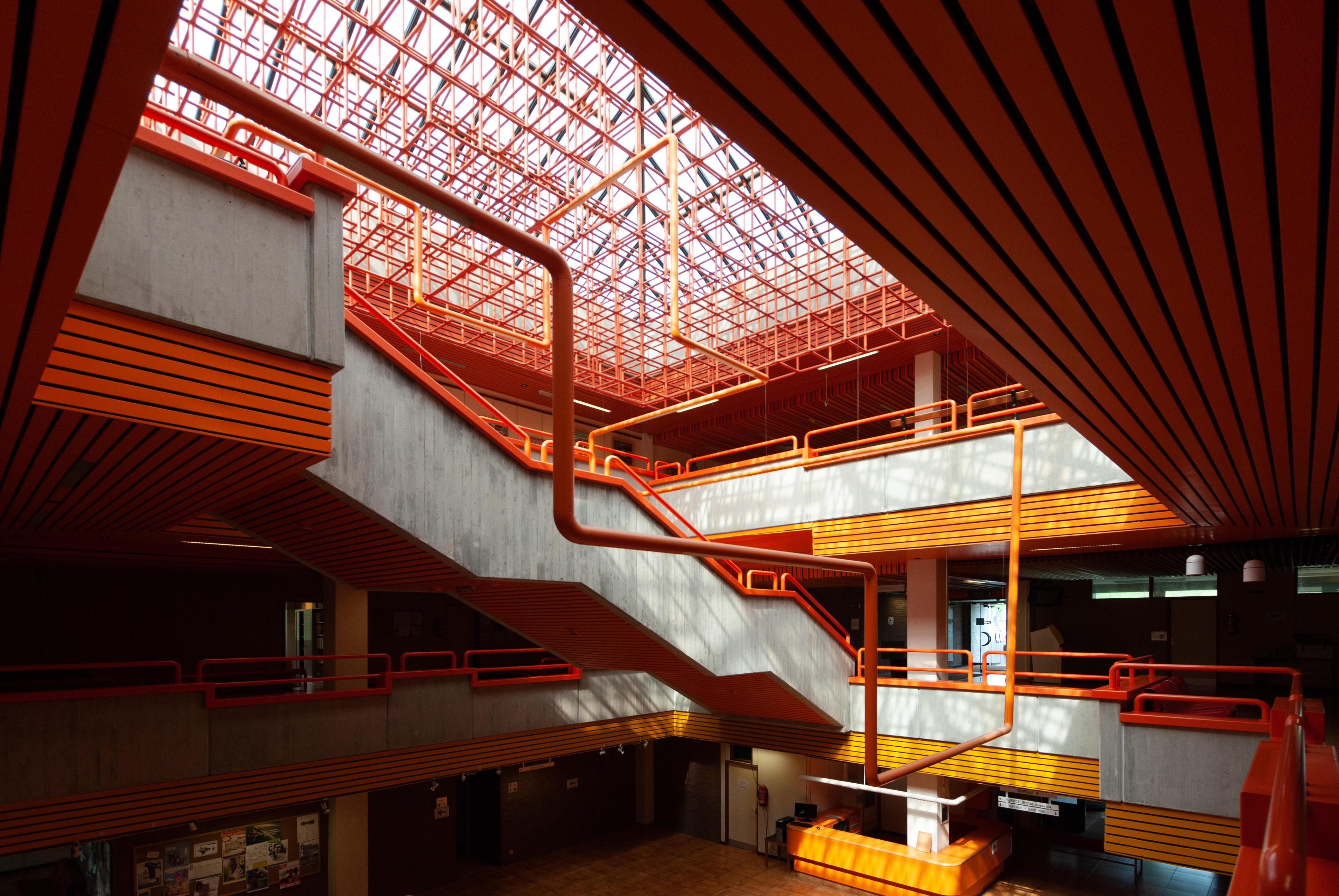
L'intérieur de la maison communale.
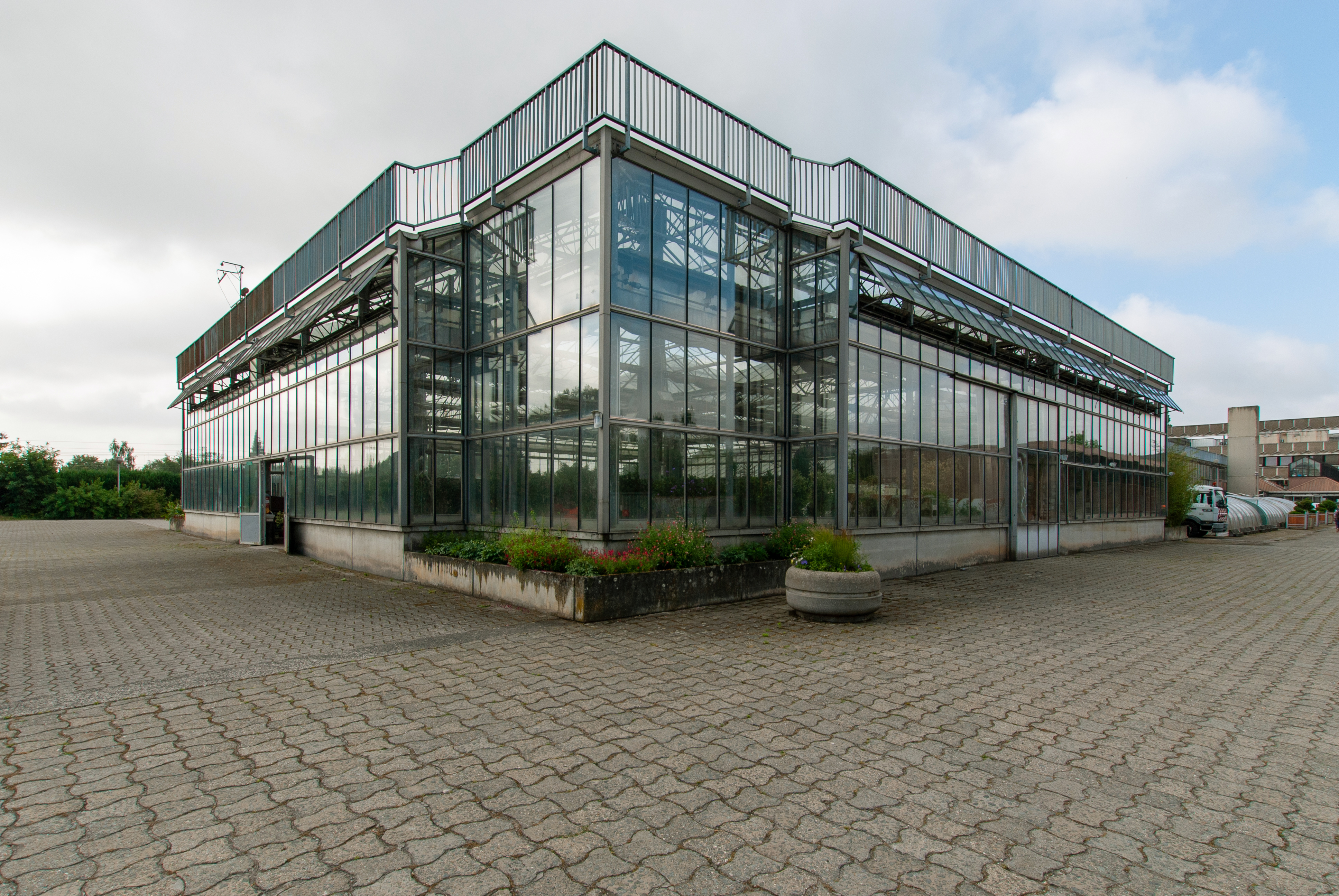
Les serres communales.
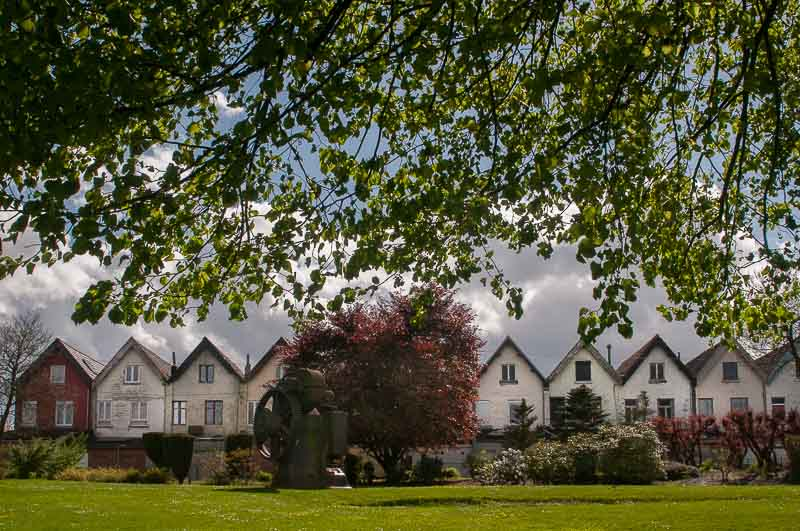
Le coron d'Appaumée.
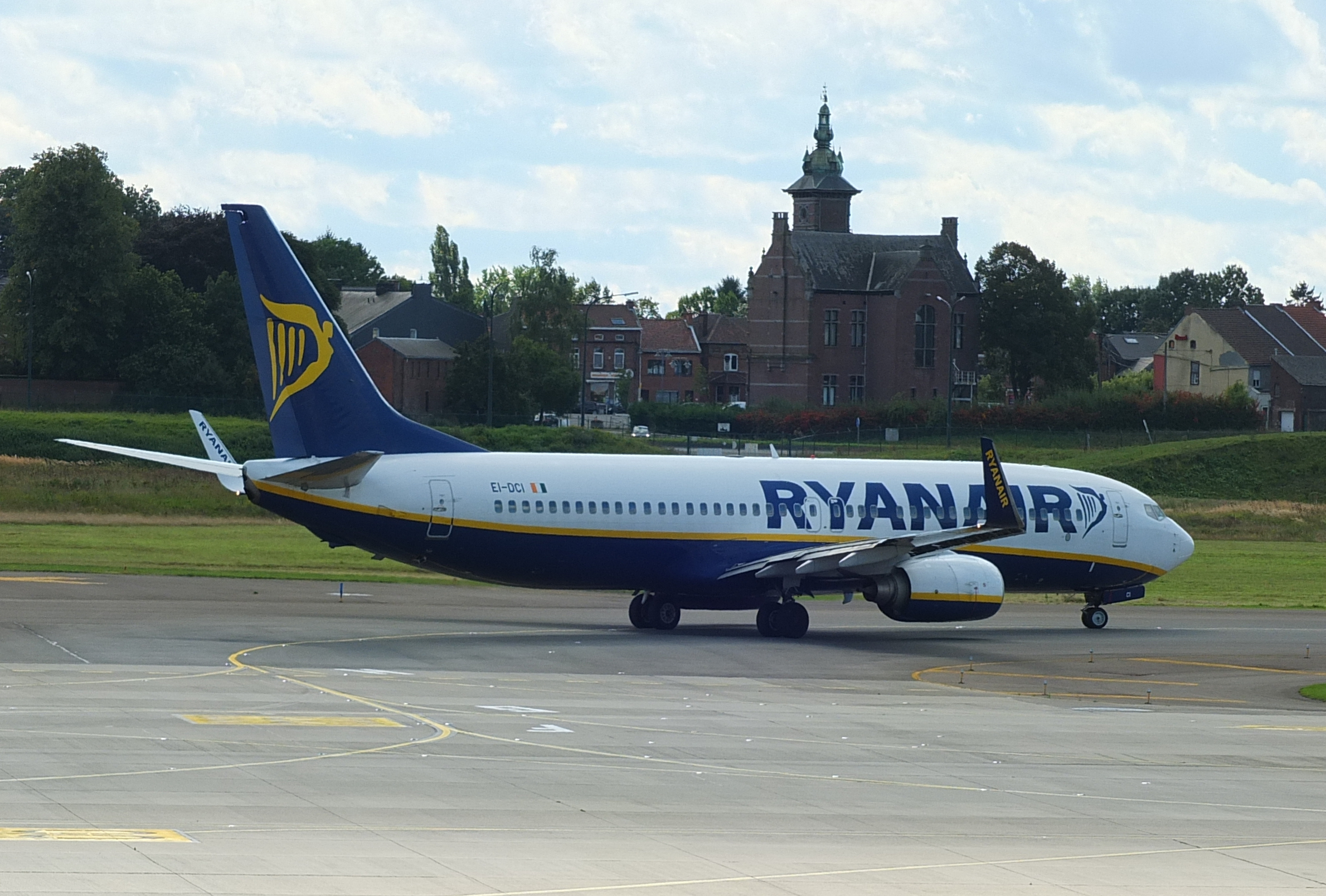
Ransart vu de l'aéroport de Charleroi.

## Sports et vie associative

### Sports

#### Clubs et disciplines
Football : RUFC Ransartoise, Judo : JJJCR Ecole Ransartoise de Judo.

#### Infrastructures sportives
Stade André Robert, rue Bassée, complexe sportif de Ransart, rue Tantenne, terrain de basketball à côté du complexe sportif.

## Personnalités liées
- Jules Delhaize, né à Ransart, est le fondateur avec son frère Auguste de l'enseigne commerciale Delhaize.
- L'abbé Liévin Thésin (1883-1972), prêtre, résistant et espion lors de la Première Guerre mondiale, a été le curé de la paroisse pendant plus de 25 ans (de 1934 à 1960)[21].